# 阔什塔格镇
阔什塔格镇，是中华人民共和国新疆维吾尔自治区和田地區皮山县下辖的一个乡镇级行政单位。
2011年12月，皮山縣挾持人質事件發生於此地。
2015年7月24日，新疆维吾尔自治区人民政府批复同意撤销阔什塔格乡建制，设立阔什塔格镇。

## 行政区划
阔什塔格镇下辖以下地区：
苏盖特力克村、阔什塔格村、博斯坦村、阿孜干阿勒迪村、加依纳古特村、博木尕村、土格曼博依村、铁热克阿勒迪村、克什拉克村、吾勒巴格村、克依克其村和喀热苏村。